# Свадебные путешествия
«Сва́дебные путеше́ствия» (итал. Viaggi di nozze) — итальянский киноальманах 1995 года.

## Сюжет
Фильм (киноальманах) разделен на три истории, в которых рассказывается история трех молодоженов в медовый месяц:
- В первой истории профессор Раниеро, вдовец своей первой жены Сциллы, во второй раз женится на юной Фоске, которой помог с её больной матерью. Раниеро организовал медовый месяц так, чтобы он был идентичен медовому месяцу со Сциллой, при этом утомляя Фоску воспоминаниями о ней, постоянно думая о смерти. Фоска всячески пытается спастись от гнетущего мужа, но после череды несчастий она в отчаянии кончает жизнь самоубийством, бросившись с балкона гостиничного номера в Венеции, совершив тот же поступок, что и Сцилла пятью годами ранее.

- Во второй части робкий Джованнино женится на Валериане, и они собирается в круиз на лайнере по Средиземному морю. Но в последний момент перед отплытием Джованнино получает известие том, что медсестра его престарелого отца Ренато подала в отставку и ему необходимо присматривать за своим отцом. А Валериана получает известие о том, что её сестра Глория пыталась покончить жизнь самоубийством после предательства мужа Стефано. После череды приключения с родственниками, Джованнино и Валерия решают перенести свой медовый месяц на Карибы на следующее Рождество.

- В третьей истории некий выходец из богатой семьи Ивано женится на Джессике, и их свадебное путешествие превращается в бескомпромиссное турне по барам и дискотекам. Вскоре эти двое молодых людей понимают, что у них нет ничего общего, потому что они слишком много узнали друг о друге, поэтому изобретают способы чтобы снова начать «встречаться», но всё это безуспешно — они погружаются в состояние депрессии и скуки. В конце-концов, поняв, что они больше не подходят друг другу, молодожёны отправляются по домам.

В сезоне 1995/1996 годов фильм собрал более 30 миллиардов лир, опередив по кассовым сборам диснеевский «Покахонтас» и «Vacanze di Natale '95» Нери Паренти.

## В ролях
Главные герои фильма:
- Карло Вердоне − Раниеро, Джованнино, Ивано
- Вероника Пиветти[итал.] − Фоска
- Чинция Масколи[итал.] − Валериана
- Клаудия Джерини − Джессика